# Kanada himnusza

A himnusz kottája

Kanada nemzeti himnusza az O Canada. Zenéjét Calixa Lavallée szerezte, az eredeti francia nyelvű szöveget Sir Adolphe-Basile Routhier írta, hazafias dalként a Saint-Jean-Baptiste Society (Keresztelő Szent János Társaság) részére. Először 1880. június 24-én adták elő, egy Keresztelő Szent János-napi banketten Québecben.
1867-től 1980-ig az O Canada, a God Save the Queen és a The Maple Leaf Forever egyaránt nem hivatalos himnuszként volt használatban. Az 1960-as évektől kezdett egyre népszerűbbé válni az O Canada, mely végül 1980. július 1-jén lett az ország hivatalos himnusza. (Bár ismert volt, azért sokan akadtak, akikneknek ekkor kellett megtanulniuk.) A God Save the Queen ma az ún. királyi himnusz, a The Maple Leaf Forever pedig feledésbe merült.

## Angol szöveg
O Canada! Our home and native land!
True patriot love in all thy sons command.
With glowing hearts we see thee rise,
The True North strong and free!
From far and wide, O Canada,
We stand on guard for thee.
God keep our land glorious and free!
O Canada, we stand on guard for thee.
O Canada, we stand on guard for thee.
A himnusz angol szövege Robert Stanley Weir egyik 1908-ban írt versén alapul, nem a francia változat fordítása. Kétszer is módosították: 1968-ban a szenátus és a képviselőház közös bizottsága javasolt változtatásokat a szövegen, 1980-ban pedig a vallásos utalás került bele.
Az elmúlt években feministák részéről több kritika érte az angol szöveget a "true patriot love in all thy sons command" sor miatt; az alternatív szöveg ("in all of us command") azonban nem terjedt el.
A "The True North strong and free" sor Alfred Tennyson Kanadáról írt sorára utal: "That True North whereof we lately heard."  Tennyson költeményének kontextusában a true szó jelentése "hűséges".
Két tartomány az angol szövegből választott jelmondatot (latinra fordítva): Manitoba: Gloriosus et liber (dicsőséges és szabad), illetve Alberta: Fortis et liber (erős és szabad). A Kanadai Szárazföldi Csapatok Parancsnokságának (Canadian Forces Land Force Command) mottója pedig: Vigilamus pro te (érted állunk őrt).

## Francia szöveg
Ô Canada! Terre de nos aieux,
Ton front est ceint de fleurons glorieux!
Car ton bras sait porter l'épée,
Il sait porter la croix;
Ton histoire est une épopée
Des plus brillants exploits.
Et ta valeur de foi trempée
Protégera nos foyers et nos droits;
Protégera nos foyers et nos droits.
Általános szokás, hogy a himnusz eléneklésekor részben az angol, részben a francia szöveget használják, ezzel is kifejezve az ország nyelvi kettősségét. Leggyakrabban az első hat sor hangzik el angolul és az utolsó három franciául, de más megoldások is előfordulnak.
Ha valaki az első két sort franciául, a következő négyet angolul, az utolsó hármat pedig franciául énekli, mind a szexista nyelvhasználatot, mind a vallásra való hivatkozást elkerülheti (a foi "hit" a hazában való hitként is értelmezhető).

## Inuktitut szöveg
Nanavut területén használatos egy inuktitut nyelvű változat is. A címe: O'Kanata.
O'Kanata
O'Kanata nangmini Nunavut piqujatii 

Nalattiaqpavut angiglivaliajuti sangijulutillu 

nanqipugu 

O'Kanata mianiripluti 

O'Kanata nunatsia 

nangiqpugu mianiripluti 

O'Kanata salagijauquna

## A királyi himnusz: God Save the King
A God Save the King Kanada királyi himnusza; a király vagy a királyi család tagjainak jelenlétében játsszák. Az első hat ütem használatos a kormányzó üdvözlésére is (Vice-Regal Salute). Régebben kiemelkedően fontos állami események végén is elénekelték. Játszották (de nem énekelték) továbbá katonai eseményeken, és néhány egyetemi tanács gyűlése is ezzel szokott véget érni. Általános iskolai ünnepélyek zárásaként is felhangzott, egész az 1980-as évekig.